# Roccarainola
Roccarainola är en ort och kommun i storstadsregionen Neapel, innan 2015 provinsen Neapel, i regionen Kampanien i Italien. Kommunen hade 6 940 invånare (2017).